# Гамзанама

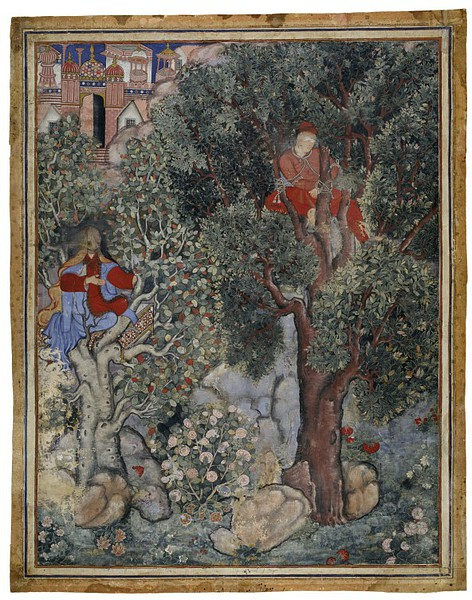
Гамзанама описує фантастичні пригоди Гамзи, в яких він та його група героїв бореться з ворогами ісламу. Оповіді мали давню усну традицію і були записані перською, мовою двору, у декількох томах. Ця ілюстрація показує відьму Анкарут в обличчі прекрасної молодої жінки, що хоче спокусити красивого короля Маліка Іраджа, якого вона захопила та прив'язала до дерева.

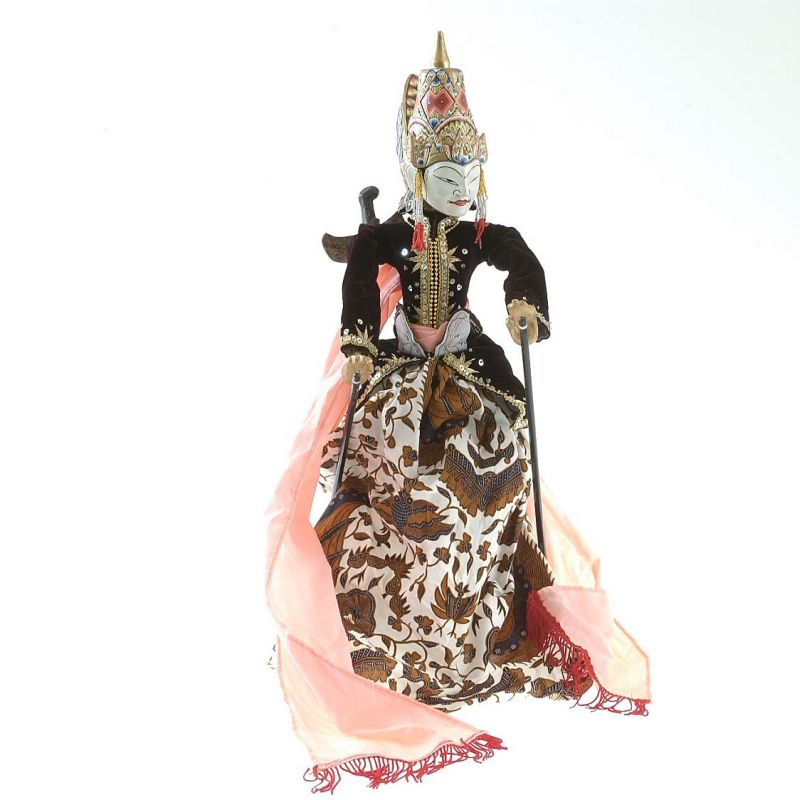
Лялька еміра Ганзи індонезійського театру ваянг, також відомого в Індонезії як Вонг Агунг Джаєнг Рана.

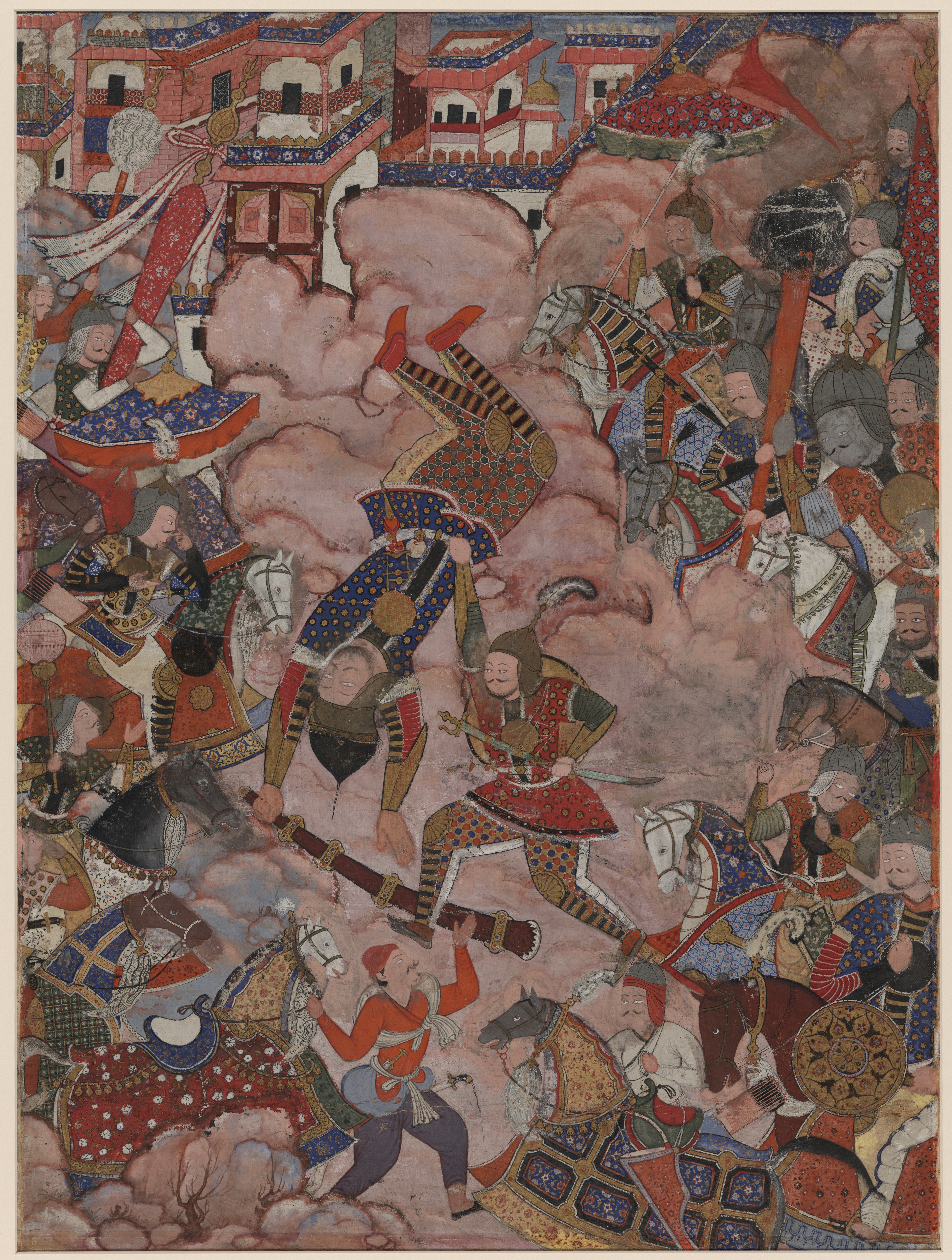
Ця повнорозмірна картина зображує битву при Мандазарані. Вона мала номер 38 у сьомому томі Гамзанами, відповідно до написаного між ногами чоловіка внизу посередині. На картині зображена сцена битви між ворожими арміями Кваджа Умара та Гамзи. Спочатку на картині були намальовані обличчя, пізніше вони були затерті іконоборцями, а ще пізніше заново намальовані.

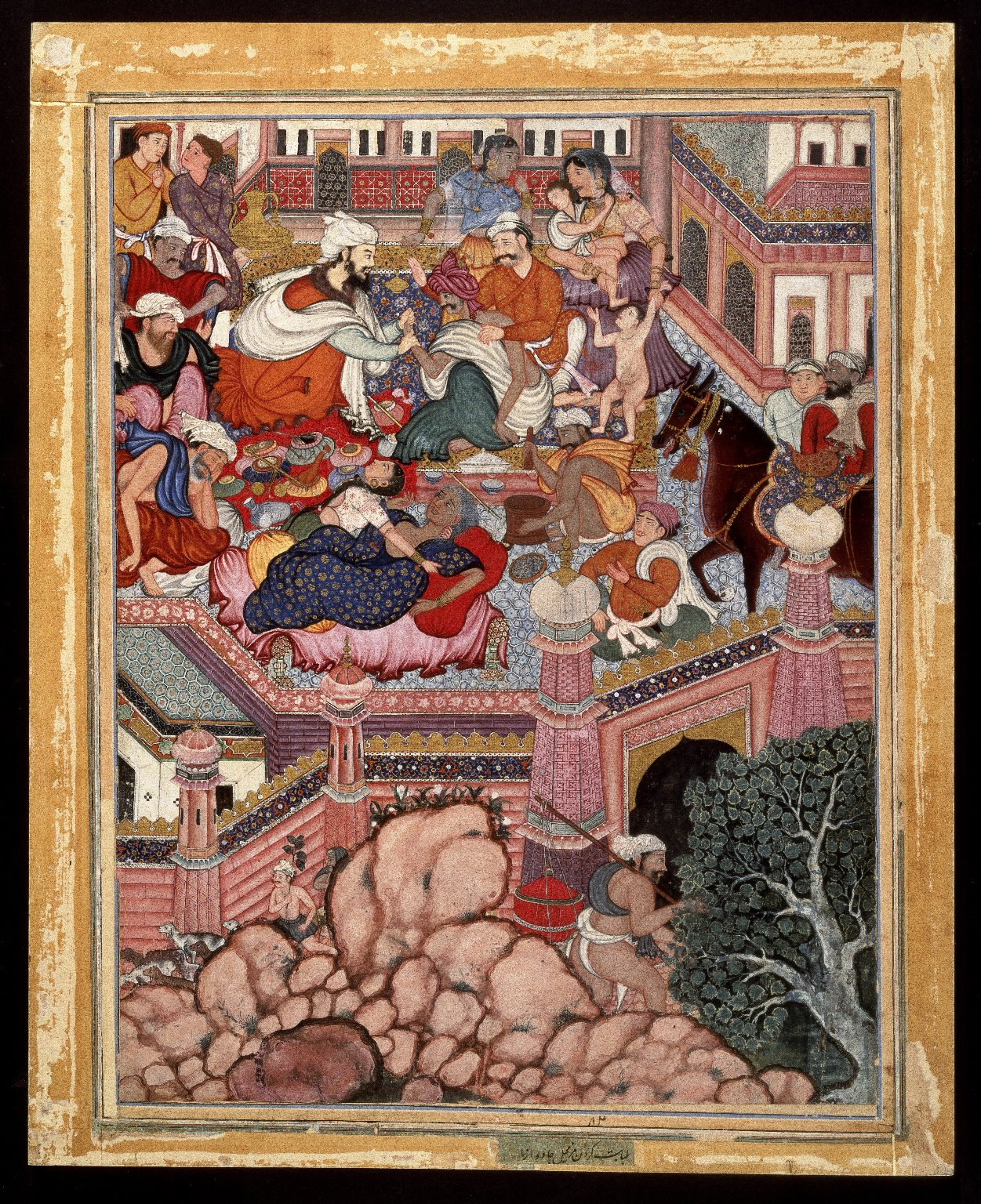
Індійська картина. Умар під виглядом хірурга Мазмахіла практикує знахарство над чарівниками Анталі, бл. 1570. Це зображення «Кісса» (Вознесіння № 24.49) ідентифіковано Шейлою Канбі як ст..84 тому 11 та є одним з трьох, які зображують вхід еміра та його супутників (під виглядом лікаря і помічників) до форту Зумуруд Шаха і його чарівників. Бруклінський музей

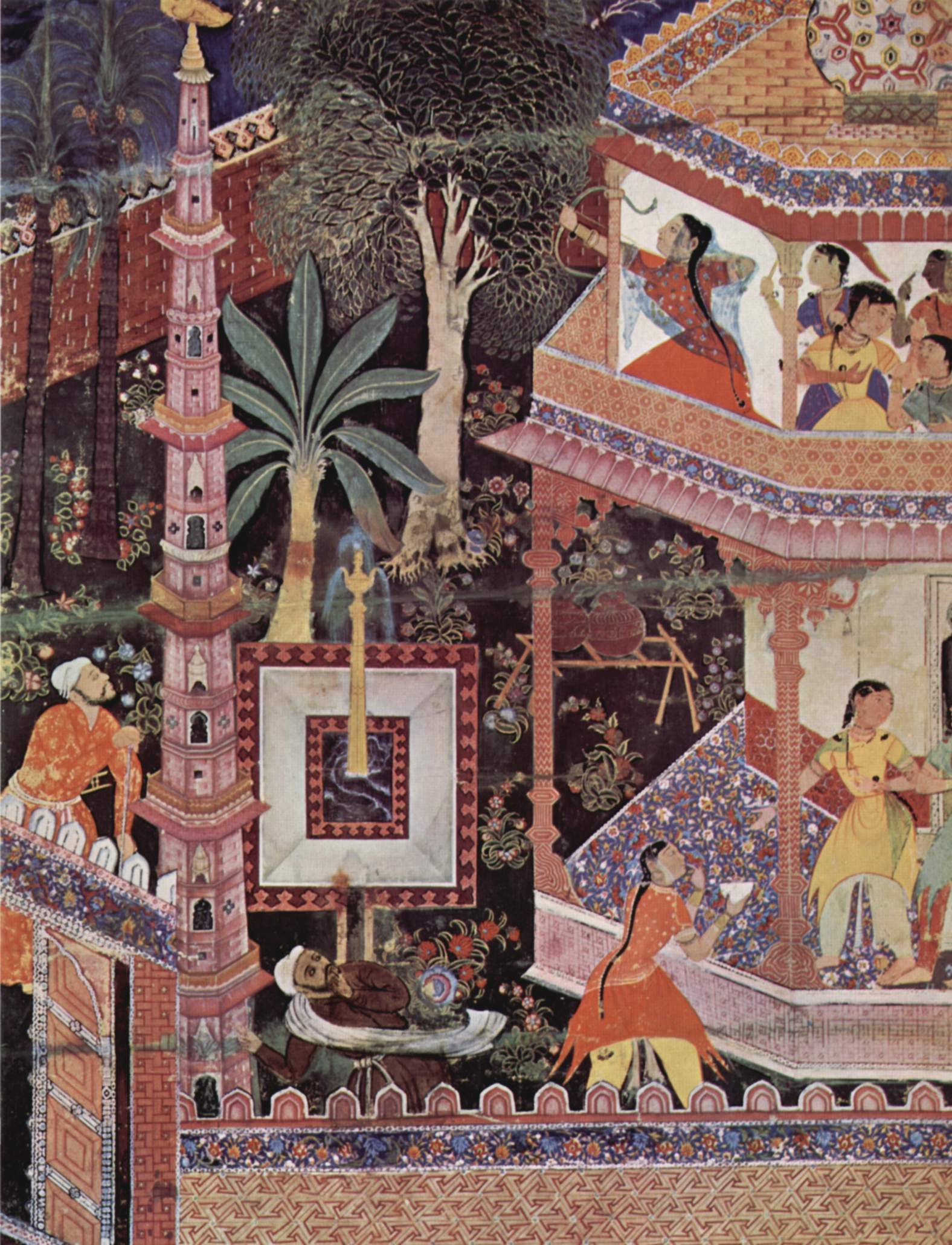
Гамзанама

Гамзанама або Гамза-наме (перською/урду: перс. حمزه نامه, букв. Епос про Гамзу) або Дастан-е-Емір Гамза (перською/урду: перс. داستان امیر حمزه, букв. Пригоди еміра Гамзи) описує легендарні пригоди еміра Гамзи (Гамза ібн Абд аль-Мутталіб — дядько пророка Магомета), хоча більшість оповідей неймовірно вигадливі, «безперервна серія романтичний інтерлюдій, загрозливих подій, порятунків в останню хвилину та бійок». У західній цивілізації твір найкраще відомий за величезним ілюмінованим манускриптом, замовленим могольським імператором Акбаром бл. 1562 року.
Текст прикрашав історію, як вона традиційно розповідалась у дастанах. Дастан (традиційні оповіді) про еміра Гамзу поширені на великій території, яка колись контролювалась Моголами, аж до Бергалу та Аракана (Бірма).

## Манускрипт Акбара
Хоча перший могольський імператор, Бабур, назвав «Гамзанаму» «однією великою зухвалою брехнею, що суперечить здоровому глузду та природі», його онук Акбар I Великий, який зійшов на трон у віці 14 років, її дуже любив. У палацовій майстерні він замовив ілюмінований манускрипт Гамзанами же на початку свого правління (десь років у 20) такого великого розміру, що на її завершення знадобилось 14 років (бл.1562-1577). Крім тексту, манускрипт містив 1400 могольських мініатюр на всю сторінку незвичайно великого розміру, які майже всі були намальовані на папері, який потім був наклеєний на тканинну основу. Праця була переплетена у 14 томів. На перших сторінках були експерименти з різним розташуванням тексту та малюнків, на більшості решти фоліо одна сторінка містить картину розміром бл. 69 см x 54 см, виконану у суміші перського та могольського стилів, а на зворотній стороні — текст перською шрифтом насталік, переважно розташований навпроти відповідного малюнку навпроти.
Розмір замовлення був безпрецедентним та викликом навіть для величезної імперської майстерні. За оповідями сучасників було задіяно близько тридцяти художників, а всього над книгою працювало більше сотні людей. Згідно з Бабауні та Шахнаваз Ханом, за роботою над ілюстраціями спочатку наглядав Мір Сайїд Алі, а потім Абд аль-Самад. При цьому перший можливо був зміщений з посади голови майстерні через повільний прогрес створення манускрипту — після семи років роботи були завершені лише чотири томи, але новий голова зміг прискорити роботу і у наступні сім років були завершені 10 томів, без втрати якості. Деякі вважають «пізніші сторінки є найкращими та найбільш інноваційними у всьому творі».
Колофон манускрипту вважається втраченим, а жодне зі знайдених фоліо не підписане, хоча багато приписують різним авторам. У порівнянні з «Туті-наме», меншим замовленням Акбара, що було розпочато та завершення під час створення «Гамзанами», в останньому значно більший синтез стилів індійських та перських мініатюр. Хоча елегантність та кінцева обробка ближчі до перських робіт, композиційний стиль та стиль викладення тексту ближчі до індійської традиції. Ці два манускрипти є ключовими працями у формуванні стилю могольської мініатюри.
З 14 томів манускрипту збереглися лише трохи більше 100 сторінок (та ряд фрагментів). Найбільша група з 61 картини зберігається у Австрійському музеї прикладного мистецтва (нім. Österreichisches Museum für angewandte Kunst), а решта розпорошена по багатьох колекціях. Так Музей Вікторії та Альберта має 27 зображень, придбаних у Кашмірі, а у Британський музей — одне. Австрійський музей прикладного мистецтва 2009 року організував виставку «GLOBAL: LAB, Мистецтво як послання. Азія та Європа 1500—1700», на якій демонструвались всі сторінки «Гамзанами», які є в його власності. Інші досить нещодавні виставки, на яких демонструвались частини манускрипту — виставка у музеї Вікторії та Альберта 2003 року та виставка 2002/2003 у Смітсонівському інституті (Вашингтон), яка пізніше переїхала до Бруклінського музею (Нью-Йорк).

## Інші версії
Дастан-е-Емір Гамза існував і в декількох інших версіях ілюмінованих манускриптів. Одна з версій Наваба Мірзи Амана Алі Хан Галіба Лахтаві (англ. Navab Mirza Aman Ali Khan Ghalib Lakhnavi) була надрукована 1855 видавництвом «Hakim Sahib Press», Калькутта, Індія. Цю версію пізніше було прикрашено Абдуллою Білграмі та надруковано видавництвом «Naval Kishore Press», Лакнау, 1871 року. Існують два англійські переклади дастану. Перший достуний у розширеному вигляді на сайті перекладача Франсес Прітчетт з Колумбійського університету, чий колишній студент та викладач університету МакГілл досліджує дастани як вид романів та усного мистецтва, у тому числі Гамзанаму. А 2007 року Машарафф Алі Фарукуй (Musharraf Ali Farooqui), пакистано-канадський письменник, переклав версію Галіба Лахнаві/Абдулли Білграмі англійською.
Епос про Ганзу також є частиною репертуару індонезійського лялькового театру Indonesian puppet theatre, де він має назву «Ваянг Менак» (англ. Wayang Menak), а сам Гамза відомий як Вонг Агунг Лдаєнг Рана або емір Амбійя.

## Подальше читання
- Kossak , Steven (1997). Indian court painting, 16th-19th century.. New York: The Metropolitan Museum of Art. ISBN 0870997831. Архів оригіналу за 4 вересня 2015. Процитовано 12 квітня 2016. (see index: p. 148-152; plate 7-8)